# Nemidia antillicola
Nemidia antillicola är en ringmaskart som beskrevs av Augener 1906. Nemidia antillicola ingår i släktet Nemidia och familjen Polynoidae. Utöver nominatformen finns också underarten N. a. chondrocladiae.